# 14681 Estellechurch
14681 Estellechurch eller 1999 XW108 är en asteroid i huvudbältet som upptäcktes den 4 december 1999 av Catalina Sky Survey projektet. Den är uppkallad efter Estelle C. Church.
Den tillhör asteroidgruppen Themis.